# みんな彼女が好き
みんな彼女が好き（-かのじょがすき、「Everybody Loves My Baby」。「Everybody Loves My Baby, but My Baby Don't Love Nobody but Me」としても知られる）は、1924年にスペンサー・ウィリアムズが作曲したポピュラーでジャズのスタンダード・ソングである。歌詞はジャック・パルマー Jack Palmer が作詞した。
リバイバルには、フージャー・ホット・ショッツ Hoosier Hot Shots（1941年）によるトップテン・カントリーでのヒットや、1967年のイージー・リスニングで最高 11 位になったキング・リチャードのフリューゲル・ナイツ King Richard's Fluegel Knights のインストゥルメンタル演奏「ナウサウンド」がある。